# World Series of Poker 2011
Les World Series of Poker 2011 est la 42e édition des World Series of Poker qui se déroule en 2011.
Le tournoi débute le 31 mai et se termine le 19 juillet à l'exception de l'épreuve du 10 000 $ no-limit Texas hold'em qui s'acheve juste avant que les joueurs rejoignent la table finale. La finale du Main Event est jouée le 5 novembre pour des raisons télévisuelles. Toutes les épreuves sont tenues au Rio All Suite Hotel and Casino de Las Vegas.

## Tournois
| #  | Tournois                                                       | Entrants | Vainqueur                   | Prix        | Finaliste           |
| -- | -------------------------------------------------------------- | -------- | --------------------------- | ----------- | ------------------- |
| 1  | 500 $ Casino Employees No Limit Hold'em                        | 850      | Sean Drake                  | 82 292 $    | Jason Baker         |
| 2  | 25 000 $ Heads Up No Limit Hold'em Championship                | 128      | Jake Cody                   | 851 192 $   | Yevgeniy Timoshenko |
| 3  | 1 500 $ Omaha Hi-Low Split-8 or Better                         | 925      | Francesco Barbaro           | 262 283 $   | Kostas Kalathakis   |
| 4  | 5 000 $ No Limit Hold'em                                       | 865      | Allen Bari                  | 874 116 $   | Maria Ho            |
| 5  | 1 500 $ Seven Card Stud                                        | 357      | Eugene Katchalov            | 122 909 $   | Alessio Isaia       |
| 6  | 1 500 $ Limit Hold'em                                          | 675      | Harrison Wilder             | 205 065 $   | Thomas Jamieson     |
| 7  | 10 000 $ Pot Limit Hold'em Championship                        | 249      | Amir Lehavot                | 573 456 $   | Jarred Solomon      |
| 8  | 1 000 $ No Limit Hold'em                                       | 4 178    | Sean Getzwiller             | 611 185 $   | Sadan Turker        |
| 9  | 1 500 $ 2-7 Draw Lowball                                       | 275      | Matthew Perrins             | 102 105 $   | Chris Bjorin        |
| 10 | 1 500 $ No Limit Hold'em Six Handed                            | 1 920    | Geffrey Klein               | 544 388 $   | Eddie Blumenthal    |
| 11 | 10 000 $ Omaha Hi-Low Split-8 or Better Championship           | 202      | Viacheslav Zhukov           | 465 216 $   | George Lind         |
| 12 | 1 500 $ Triple Chance No Limit Hold'em                         | 1 340    | David Diaz                  | 352 808 $   | Anders Meli         |
| 13 | 1 500 $ No Limit Hold'em Shootout                              | 1 440    | Andrew Badecker             | 369 371 $   | Robbie Verspui      |
| 14 | 3 000 $ Limit Hold'em                                          | 337      | Tyler Bonkowski             | 220 817 $   | Brandon Demes       |
| 15 | 1 500 $ Pot Limit Hold'em                                      | 765      | Brian Rast                  | 227 232 $   | Allen Kessler       |
| 16 | 10 000 $ 2-7 Draw Lowball Championship                         | 126      | John Juanda                 | 367 170 $   | Phil Hellmuth       |
| 17 | 1 500 $ H.O.R.S.E.                                             | 963      | Aaron Steury                | 289 283 $   | Michael Chow        |
| 18 | 1 500 $ No Limit Hold'em                                       | 3 157    | Foster Hays                 | 735 400 $   | Casey Kelton        |
| 19 | 2 500 $ Limit Hold'em Six Handed                               | 354      | Darren Woods                | 213 431 $   | Stephanie Nguyen    |
| 20 | 1 000 $ No Limit Hold'em                                       | 3 175    | Jason Somerville            | 493 091 $   | Yashar Darian       |
| 21 | 10 000 $ Seven Card Stud Championship                          | 126      | Bertrand Grospellier "ElkY" | 331 639 $   | Steve Landfish      |
| 22 | 1 500 $ Pot Limit Omaha                                        | 1 071    | Elie Payan                  | 292 825 $   | Rafael Kibrit       |
| 23 | 2 500 $ Eight Game Mix                                         | 489      | John Monnette               | 278 144 $   | Eric Buchman        |
| 24 | 5 000 $ No Limit Hold'em Shootout                              | 387      | Mark Radoja                 | 436 568 $   | Jeffrey Gross       |
| 25 | 1 500 $ Seven Card Stud Hi-Low-8 or Better                     | 606      | Chris Viox                  | 200 459 $   | Mike Sexton         |
| 26 | 2 500 $ No Limit Hold'em Six Handed                            | 1 378    | Oleksii Kovalchuk           | 689 739 $   | Ionel Anton         |
| 27 | 10 000 $ Limit Hold'em Championship                            | 152      | Daniel Idema                | 378 642 $   | Matthew Gallin      |
| 28 | 1 500 $ No Limit Hold'em                                       | 250      | Andy Frankenberger          | 599 153 $   | Joshua Evans        |
| 29 | 2 500 $ 10-Game Mix Six Handed                                 | 431      | Chris Lee                   | 254 955 $   | Brian Haveson       |
| 30 | 1 000 $ Seniors No Limit Hold'em Championship                  | 3 752    | James Hess                  | 557 435 $   | Richard Harwood     |
| 31 | 3 000 $ Pot Limit Omaha                                        | 685      | Sam Stein                   | 420 802 $   | Ben Lamb            |
| 32 | 1 500 $ No Limit Hold'em                                       | 2 828    | Kirk Caldwell               | 668 276 $   | Corbin White        |
| 33 | 10 000 $ Seven Card Stud Hi-Low Split-8 or Better Championship | 168      | Eric Rodawig                | 442 183 $   | Phil Hellmuth       |
| 34 | 1 000 $ No Limit Hold'em                                       | 3 144    | Mark Schmid                 | 448 283 $   | Justin Cohen        |
| 35 | 5 000 $ Pot Limit Omaha Six Handed                             | 507      | Jason Mercier               | 619 576 $   | Hans Winzeler       |
| 36 | 2 500 $ No Limit Hold'em                                       | 1 734    | Mikhail Lakhitov            | 749 610 $   | Hassan Babjane      |
| 37 | 10 000 $ H.O.R.S.E. Championship                               | 240      | Fabrice Soulier             | 609 130 $   | Shawn Buchanan      |
| 38 | 1 500 $ No Limit Hold'em                                       | 2 192    | Arkadiy Tsinis              | 540 136 $   | Michael Blanovsky   |
| 39 | 2 500 $ Pot Limit Hold'em/Omaha                                | 606      | Mitch Schock                | 310 225 $   | Rodney Brown        |
| 40 | 5 000 $ No Limit Hold'em Six Handed                            | 732      | Matt Jarvis                 | 808 538 $   | Justin Filtz        |
| 41 | 1 500 $ Limit Hold'em Shootout                                 | 538      | Justin Pechie               | 167 060 $   | Dale Eberle         |
| 42 | 10 000 $ Pot Limit Omaha Championship                          | 361      | Ben Lamb                    | 814 436 $   | Sami Kelopuro       |
| 43 | 1 500 $ No Limit Hold'em                                       | 2 857    | Andre Akkari                | 675 117 $   | Nachman Berlin      |
| 44 | 2 500 $ Seven Card Razz                                        | 363      | Rep Porter                  | 210 615 $   | Stephen Su          |
| 45 | 1 000 $ No Limit Hold'em                                       | 2 890    | Kenneth Griffin             | 455 356 $   | Jean Luc Marais     |
| 46 | 10 000 $ No Limit Hold'em Six Handed Championship              | 474      | Joe Ebanks                  | 1 158 481 $ | Chris Moorman       |
| 47 | 2 500 $ Omaha/Seven Card Stud Hi-Low-8 or Better               | 450      | Owais Ahmed                 | 255 959 $   | Michael Mizrachi    |
| 48 | 1 500 $ No Limit Hold'em                                       | 2 713    | Athanasios Polychronopoulos | 650 223 $   | Simon Charette      |
| 49 | 2 500 $ 2-7 Triple Draw Lowball                                | 309      | Leonard Martin              | 189 818 $   | Justin Bonomo       |
| 50 | 5 000 $ Triple Chance No Limit Hold'em                         | 817      | Antonin Teisseire           | 825 604 $   | Darryl Ronconi      |
| 51 | 1 500 $ Pot Limit Omaha Hi-Low Split-8 or Better               | 946      | David Singontiko            | 268 235 $   | Michael Yee         |
| 52 | 2 500 $ Mixed Hold'em                                          | 580      | Matt Matros                 | 303 501 $   | Jonathan Lane       |
| 53 | 1 000 $ Ladies No Limit Hold'em Championship                   | 1 055    | Marsha Wolak                | 192 344 $   | Karina Jett         |
| 54 | 1 000 $ No Limit Hold'em                                       | 4 576    | Maxim Lykov                 | 648 880 $   | Dror Michaelo       |
| 55 | 50 000 $ The Poker Player's Championship                       | 128      | Brian Rast                  | 1 720 358 $ | Phil Hellmuth       |
| 56 | 1 500 $ No Limit Hold'em                                       | 3 389    | Alexander Anter             | 777 928 $   | Nemer Haddad        |
| 57 | 5 000 $ Pot Limit Omaha Hi-Low Split-8 or Better               | 352      | Nick Binger                 | 397 073 $   | David Bach          |
| 58 | 10 000 $ World Championship No Limit Hold'em                   | 6 865    | Pius Heinz                  | 8 715 638 $ | Martin Staszko      |

## Main Event

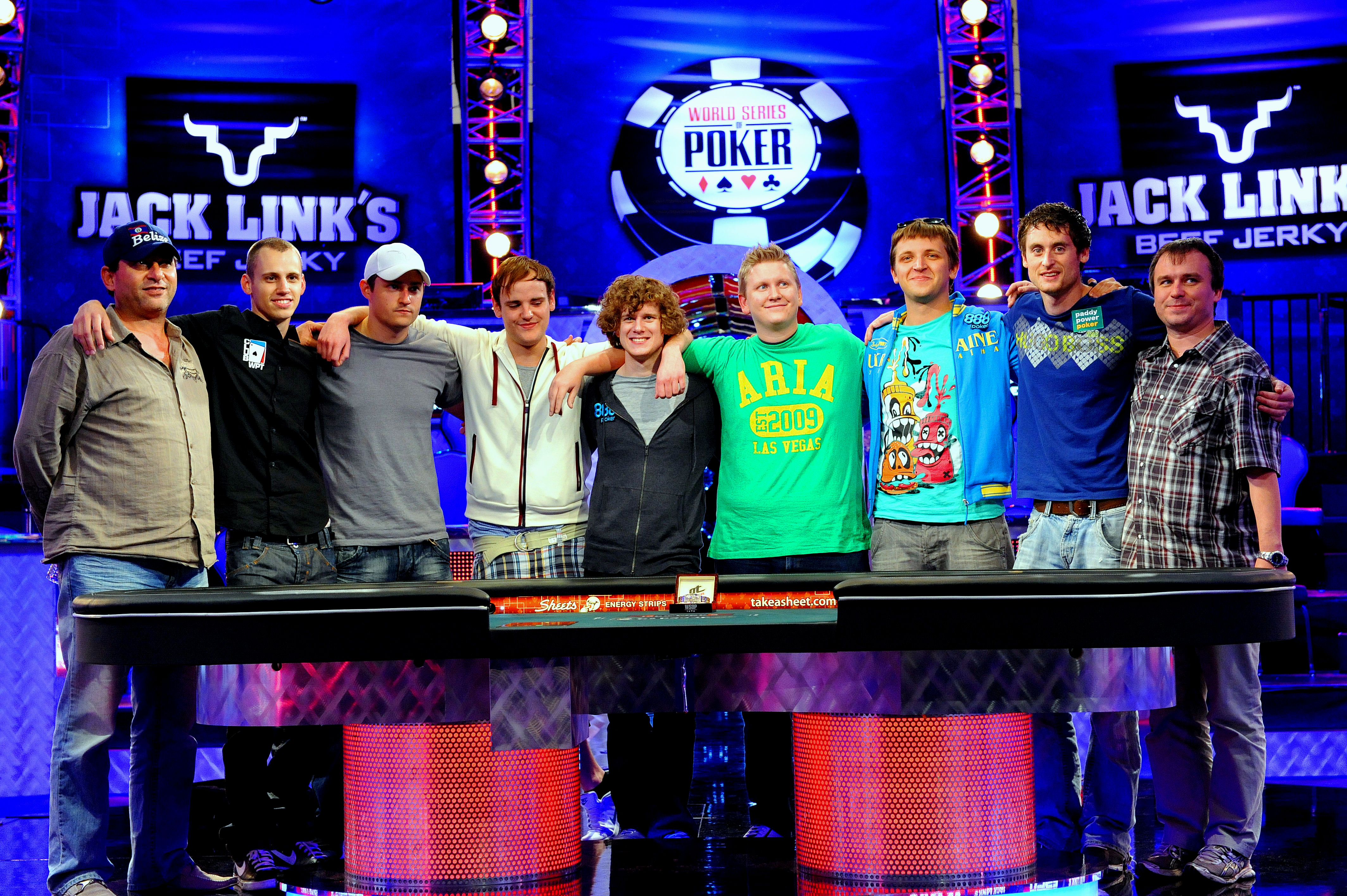
Les neuf finaliste du Main Event 2011

| Place | Joueur            | Prix        |
| ----- | ----------------- | ----------- |
| 1er   | Pius Heinz        | 8 715 638 $ |
| 2e    | Martin Staszko    | 5 433 086 $ |
| 3e    | Ben Lamb          | 4 021 138 $ |
| 4e    | Matt Giannetti    | 3 012 700 $ |
| 5e    | Phil Collins      | 2 269 599 $ |
| 6e    | Eoghan O'Dea      | 1 720 831 $ |
| 7e    | Bob Bounahra      | 1 314 097 $ |
| 8e    | Anton Makiievskyi | 1 010 015 $ |
| 9e    | Sam Holden        | 782 115 $   |

## Tableau des bracelets
| Place | Pays            | Nombre |
| ----- | --------------- | ------ |
| 1er   | États-Unis      | 39     |
| 2e    | Canada          | 5      |
| 3e    | France          | 4      |
| 4e    | Grande-Bretagne | 3      |
| 4e    | Russie          | 3      |
| 6e    | Ukraine         | 1      |
| 6e    | Allemagne       | 1      |
| 6e    | Brésil          | 1      |
| 6e    | Suède           | 1      |